# Staré Ransko (národní přírodní rezervace)
Staré Ransko byla národní přírodní rezervace ev. č. 408 poblíž obce Krucemburk v okrese Havlíčkův Brod. Byla založena v roce 1904 a zrušena k 31. prosinci 1999.
Důvodem ochrany byla bohatá lokalita bledule jarní (Leucojum vernum).